# Mentuhotep III.
Sankkare Mentuhotep III. ali Montuhotep III. je bil faraon Enajste egičanske dinastije, ki je vladal od 2010 pr. n. št. do  1998 pr. n. št., * ni znano, † 1998 pr. n. št.

## Vladanje
Mentuhotep III. je na egipčanskem prestolu nasledil svojega očeta Mentuhotepa II. Domneva se, da je bil zaradi očetovega 51 let dolgega vladanja ob prihodu na prestol relativno star in je vladal samo dvanajst let. Med svojim kratkim vladanjem je kljub temu uspel organizirati odpravo v Punt in uvesti nekaj arhitekturnih inovacij.

### Ime
Uradno naslavljanje Mentuhotepa III. je bil zelo podobno tetjemu in zadnjemu  naslavljenju njegovega očeta. Imel je najmanj dva priimka, dobro znanega Sankkare in
|                |   |     |     |
| \| \| \| \| \| |   |     |     |
|                |   |     |     |
| ra             | s | F35 | D28 |

| ra | s | F35 | D28 |

|                |   |     |     |
| \| \| \| \| \| |   |     |     |
|                |   |     |     |
| ra             | s | F35 | D28 |

| ra | s | F35 | D28 |

### Odprava v Punt
Mentuhotep III. je v osmem letu vladanja poslal odpravo v Deželo Punt, kar se ni zgodilo že od Starega kraljestva. Napis v Vadi Hammamatu omenja, da je odprava štela 3.000 mož pod poveljstvom majordoma Henenuja. Ko so se iz Koptosa odpravili proti Rdečemu morju, so izkopali dvanajst vodnjakov za kasnejše odprave in pregnali upornike. Iz Punta so se vrnili s tovori kadila, gumija in parfumov.

### Spomeniki
Sankkare Mentuhotep je v dvanajstih letih vladanja izpeljal več gradbenih projektov. V Deir el-Bahariju je začel graditi svoj pogrebni tempelj, vendar ga ni dokončal. Tempelj je postavil v bližini očetovega pogrebnega templja. Napis pravi, da je bil pokopan v komori, vsekani v steno hriba.
Na hribu Tod v zahodnih Tebah je na ostankih starejšega templja zgradil tmpelj iz blatnih zidakov. Posvečen je bil bogu Montu-Raju. Proti koncu Enajste dinastije ga je uničil potres.

## Družina
Mentuhotep III. je bil sin svojega predhodnika  Mentuhotepa II. Ena od očetovih žena se je imenovala "Mati dveh kraljev", kar kaže, da je bila skoraj zagotovo  mati Mentuhotep III. Družina Mentuhotepa III. je velika uganka. Trenutno velja, da je bil oče svojega naslednika Mentuhotepa IV. Njegova mati naj bi bila Imi,  ena od žensk in njegovega harema. Domneva je še vedno sporna, ker naj bi bila njegova mati kraljica in ne dekle iz harema.